# The Handmaid's Tale (2.ª temporada)
A segunda temporada da série The Handmaid's Tale estreou na plataforma de streaming Hulu  em 25 de abril de 2018. Bruce Miller continuou atuando como showrunner da série, assim como Elisabeth Moss que continuou servindo como produtora do seriado. A série é baseada no romance homônimo de 1985 da escritora canadense Margaret Atwood, e esta temporada segue a história depois do final do livro.

## Elenco

### Principal
- Elisabeth Moss como June Osborne / Offred
- Joseph Fiennes como Comandante Fred Waterford
- Yvonne Strahovski como Serena Joy Waterford
- Alexis Bledel como Emily Malek / Ofroy (mais tarde, Ofjoseph #1)
- Madeline Brewer como Janine / Ofdaniel
- Ann Dowd como Tia Lydia
- O. T. Fagbenle como Luke Bankole
- Max Minghella como Nick Blaine
- Samira Wiley como Moira
- Amanda Brugel como Rita

### Recorrente
- Stephen Kunken como Comandante Warren Putnam
- Ever Carradine como Naomi Putnam
- Tattiawna Jones como Lillie Fuller / Ofglen #2
- Nina Kiri como Alma / Ofrobert
- Jenessa Grant como Dolores / Ofsamuel
- Bahia Watson como Brianna / Oferic
- Jordana Blake como Hannah Bankole / Agnes McKenzie
- Edie Inksetter como Tia Elizabeth
- Kristen Gutoskie como Beth
- Erin Way como Erin
- Clea DuVall como Sylvia
- Cherry Jones como Holly Maddox
- Sydney Sweeney como Eden Spencer
- Sam Jaeger como Mark Tuello
- Greg Bryk como Comandante Ray Cushing
- Rohan Mead como Isaac
- Bradley Whitford como Comandante Joseph Lawrence
- Julie Dretzin como Eleanor Lawrence
- Ordena Stephens-Thompson como Frances

### Participação
- Marisa Tomei como Sra. O'Conner
- Yahya Abdul-Mateen II como Omar
- John Carroll Lynch como Dan
- Kelly Jenrette como Annie
- Rebecca Rittenhouse as Odette

## Produção
Em 3 de maio de 2017, The Handmaid's Tale foi renovada para uma segunda temporada que estreou em 2018. Moss disse aos meios de comunicação que os episódios subsequentes abordarão novos desenvolvimentos na história, preenchendo algumas das perguntas sem respostas e continuando a narrativa já "terminada" no livro. A segunda temporada consiste em 13 episódios e começara a ser filmada no outono de 2017. Alexis Bledel retornará como uma personagem regular. Bruce Miller prevê que o seriado dure por até dez temporadas para contar toda a história.

## Episódios
| N.º na série | N.º na temp. | Título                                          | Dirigido por   | Escrito por                | Lançamento          |
| --- | ------------ | ----------------------------------------------- | -------------- | -------------------------- | ------------------- |
| 11 | 1            | "June" "(June)" (BR)                            | Mike Barker    | Bruce Miller               | 25 de abril de 2018 |
| As aias são levadas para o Fenway Park, onde serão enforcadas, porém, tudo não passa de uma artimanha da Tia Lydia para assustá-las. Mais tarde, quando June rejeita uma refeição que Lydia lhe dá, ela é apresentada a Ofwyatt acorrentada em uma sala de prisão devido a sua tentativa de suicídio. June concorda em comer e as aias são castigadas ao serem queimadas no fogão. June é levada a um médico para um check-up de gravidez, onde ela é visitada pelos Waterfords. Depois, ela encontra uma chave em uma de suas botas, que ela usa para fugir para uma van estacionada debaixo do hospital. A van a deixa em uma casa segura em Back Bay, onde ela encontra Nick, enquanto Fred autoriza uma equipe de busca. Nick diz a June para trocar de roupa e cortar o cabelo. Em flashbacks durante todo o episódio, Hannah é internada no hospital por ter febre enquanto estava na escola, e June é questionada por um dos funcionários do hospital sobre dar remédios a Hannah para contornar a política de febre da escola. Quando June e Luke chegam em casa, eles assistem o Capitólio e a Casa Branca sendo atacados na televisão. |              |                                                 |                |                            |                     |
| 12 | 2            | "Unwoman" "(Não Mulher)" (BR)                   | Mike Barker    | Bruce Miller               | 25 de abril de 2018 |
| June foi transportada para a sede abandonada do Boston Globe. Emily foi levada para as colônias, onde "não-mulheres" cavam em terras tóxicas. Emily faz amizade com a esposa de um ex-comandante e descobre que ela cometeu um "pecado da carne" que a colocou nas colônias. Emily a mata com comprimidos envenenados enquanto ela culpa a esposa do comandante por ter "segurado uma mulher enquanto seu marido a estuprava". Janine chega às colônias e Nick visita June. Em um flashback, Emily é informada por seu chefe, Dan, que ela não estará selecionada para ensinar no semestre seguinte na universidade, dando-lhe um perfil menor para evitar atrair críticas por sua orientação sexual. Dan é visto mais tarde enforcado com a palavra "bicha" pintada embaixo dele. Quando Emily, junto com sua esposa Sylvia e seu filho Oliver, tentam emigrar para o Canadá, ela é incapaz de deixar o país porque o casamento entre pessoas do mesmo sexo não é mais reconhecido, e se torna conhecido que ela é a mãe biológica de Oliver. No presente, June faz um memorial de recorte de jornal para os funcionários do Boston Globe que foram executados na antiga sede do jornal, e reza a Deus para enviar um anjo para vigiá-los. |              |                                                 |                |                            |                     |
| 13 | 3            | "Baggage" "(Bagagem)" (BR)                      | Kari Skogland  | Dorothy Fortenberry        | 2 de maio de 2018   |
| June aprendeu sobre o surgimento dos Filhos de Jacob em arquivos de jornais e foi transferida para um lugar onde ela conhece Omar, que lhe diz que a leva para uma casa segura. Quando ele descobre que o esconderijo foi comprometido, ele tenta sair sem ela. June faz com que ele a traga consigo para o seu apartamento, onde ela encontra sua esposa Heather e seu filho Adam. Quando a família vai à igreja, June encontra um Alcorão oculto. June veste a roupa de Heather e sai. Depois de um passeio de trem, June avança para a pista de pouso que Omar lhe contou; o avião é interceptado, o piloto é executado e June e outro fugitivo são apreendidos pelos Guardiões. Moira, agora morando com Luke e Erin, faz um tour a um novo colega de trabalho, mas ele tem um colapso, traumatizado pelos seus atos como Guardião. Em um flashback, June é levada para uma reunião do Take Back the Night com sua mãe, Holly. Mais tarde, Holly ficou desapontada com a carreira de June e planejamento da filha se casar, esperando que June se tornasse uma ativista. Moira e June descobrem no Centro Vermelho que Holly foi enviada para as colônias. |              |                                                 |                |                            |                     |
| 14 | 4            | "Other Woman" "(Outra Mulher)" (BR)             | Kari Skogland  | Yahlin Chang               | 9 de maio de 2018   |
| June é recapturada e Lydia explica que June deve escolher entre a prisão, seguida da execução após o parto, ou retornar como aia. Os Waterfords tratam o desaparecimento de June como um seqüestro, mas em particular Serena está furiosa. Rita devolve as cartas que encontrou e diz a June que ela não estará mais envolvida. Um chá de bebê é realizado para Serena, incorporando oração e uma ligação de June a Serena. June descobre por Alma que a língua de Ofglen #2 foi removida por falar por Janine, e que a "Mayday" está em silêncio. Lydia leva June para mostrar o corpo de Omar, dizendo a June que a mulher de Omar, Heather, é agora uma aia, que o filho deles, Adam, foi doado, e isso foi culpa de June. Lydia a incentiva a distinguir entre a identidade de Offred e a de June, dizendo que June é a culpada, e não Offred. Em um flashback, June é assediada pela primeira esposa de Luke, Annie, que diz a ela que ela e Luke fizeram votos de casamento diante de Deus, e June deve recuar, mas Luke rejeita o pedido de Annie. Anos depois, Annie vê Luke e June em um restaurante com Hannah. June entrou em colapso emocionalmente sob o conhecimento do destino da família de Omar e reza para que Hannah a esqueça. |              |                                                 |                |                            |                     |
| 15 | 5            | "Seeds" "(Sementes)" (BR)                       | Mike Barker    | Kira Snyder                | 16 de maio de 2018  |
| June queima algumas cartas que ela guardava para o Mayday. Ela percebe sangramento vaginal, mas não informa a ninguém. Nick percebe a aparente depressão de June e informa a Serena. Serena, alarmada com o interesse de Nick em June, informa Fred, que faz com que ele se case em uma cerimônia onde os Guardiões leais recebem uma esposa. A nova noiva de Nick, Eden, entra em seu quarto. Nick depois encontra June sangrenta e inconsciente e ela é hospitalizada. June acorda no hospital e promete ao bebê que ambos vão escapar de Gilead. Nas Colônias, Janine garante a Emily que Deus está protegendo-as através de suas lutas em Gileade, e ajuda a organizar um pequeno casamento para uma trabalhadora moribunda com outra mulher. Emily, que começou a perder os dentes, argumenta com Janine por tentar trazer brilho a um lugar que de outra forma parece tão sombrio. Quando a recém-casada morre, sua esposa organiza um enterro em um cemitério adornado com cruzes. |              |                                                 |                |                            |                     |
| 16 | 6            | "First Blood" "(Primeiro Sangue)" (BR)          | Mike Barker    | Eric Tuchman               | 23 de maio de 2018  |
| Aconselhada por um médico que uma casa harmoniosa beneficiaria a criança, Serena cuida de June, dando-lhe a sala de estar como um quarto e convidando seus amigos para um chá. Quando Serena mostra para June o berçário para o bebê, June pede para ver Hannah. Em retaliação, Serena move June de volta para seu quarto anterior. Eden revela a June que ela teme que Nick possa ser um "traidor de gênero" devido a sua relutância pela intimidade, então June o adverte. Nick deita com Eden, mas só depois que ele diz a June que ele a ama. Fred visita June e lhe dá uma foto de Hannah. Na abertura do Rachel and Leah Center, Nick pede ao Comandante Pryce para transferi-lo e garantir a proteção de June. Ofglen #2 detona uma bomba. Flashbacks mostram o início do movimento de Gileade com Serena sendo atacada enquanto promovia seu livro A Woman's Place. Depois de ser vaiada, Fred obriga Serena a terminar seu discurso, que é recebido com zombarias e palmas, aumentando quando um manifestante atira em Serena. Fred supervisiona execuções dos alunos envolvidos no tiroteio de sua esposa. |              |                                                 |                |                            |                     |
| 17 | 7            | "After" "(Depois)" (BR)                         | Kari Skogland  | Lynn Renee Maxcy           | 30 de maio de 2018  |
| 31 aias, 26 comandantes (incluindo o Comandante Pryce) e muitos civis foram mortos no ataque e Fred foi ferido. O Comandante Cushing assume o papel do Comandante Pryce, aumenta os pontos de checagem e ordena que várias pessoas sejam executadas. Ele questiona June, perguntando quem a ajudou a fugir do país. June responde que ela foi sequestrada. Serena fica alarmada com o fato de sua família ser alvo e a resposta de Cushing, então ela ordena ordens para que o Comandante Cushing seja preso. Pelo fato de muitas aias terem sido mortas, algumas mulheres das colônias são feitas para servir como aias novamente, incluindo Janine e Emily. Ambas se reúnem com June na mercearia, onde Janine diz a June que é plano de Deus que ela seja resgatada. June diz a Emily o nome dela e várias das aias sussurram seus nomes uma para a outra. Serena pede ajuda a June para realizar o trabalho de Fred enquanto ele está hospitalizado. No centro de refugiados, Moira examina os registros para tentar descobrir o que aconteceu com sua noiva, Odette; Moira revela ter sido uma mãe de nascimento substituta de um casal, conhecendo Odette, uma obstetra. No presente, Moira finalmente encontra fotografias mostrando que Odette foi morta. |              |                                                 |                |                            |                     |
| 18 | 8            | "Woman's Work" "(Trabalho de Mulher)" (BR)      | Kari Skogland  | Nina Fiore & John Herrera  | 6 de junho de 2018  |
| Serena entrega a June uma caixa de música e flores pela ajuda de June ao completar o trabalho de Fred enquanto ele está no hospital. Serena diz a June que a criança dos Putnam está doente. June defende que Janine seja capaz de ver o bebê, e Serena concorda em perguntar sobre isso. Naomi Putnam não gosta da idéia, mas ela é rejeitada pelo marido. Serena pede a Fred que permita que a criança seja vista por uma Martha que, antes do golpe dos Filhos de Jacob, era uma excelente neonatologista. Fred nega o pedido, então Serena falsifica a assinatura de Fred em uma ordem que temporariamente transfere a Martha para o hospital. Lydia diz a June que ela vai responsabilizá-la se algo der errado com a visita de Janine ao hospital. A neonatologista não encontra explicação física para a doença da criança e não recomenda nenhum outro tratamento além dos cuidados de suporte. Quando Fred descobre que Serena forjou sua assinatura em uma ordem para transferir temporariamente a Martha, ele bate em Serena. Depois que Eden reorganiza o sótão de Nick e descobre o maço de cartas das aias, ele exige que Eden nunca toque em seus pertences. Janine passa um tempo Angela / Charlotte e a saúde do bebê melhora. |              |                                                 |                |                            |                     |
| 19 | 9            | "Smart Power" "(Poder Inteligente)" (BR)        | Jeremy Podeswa | Dorothy Fortenberry        | 13 de junho de 2018 |
| Os Waterford e Nick viajam para o Canadá em uma missão diplomática. Serena é abordada por Mark Tuello, que trabalha para o remanescente governo dos EUA no Havaí e se oferece para ajudá-la a desertar de Gilead se ela denunciar publicamente o regime, mas Serena se recusa. Na residência dos Waterford, June diz a Rita que quando Hannah foi batizada, ela e Luke escolheram padrinhos para ela, e que ela quer que Rita seja a madrinha de seu filho assim que ela nascer. Rita afirma que ela fará o melhor possível, embora o governo de Gilead tenha proibido os batismos e restringido severamente Marthas. June faz um pedido semelhante à tia Lydia, levando Lydia a revelar que ela era a madrinha do bebê de sua irmã, que morreu na infância. Nick encontra Luke, diz que June está grávida de Fred e lhe entrega o pacote de cartas. Luke, Moira e Erin deixam as cartas públicas, o que leva os canadenses a cancelar o encontro. Nick dá notícias de Luke e Moira para Moira, acrescentando que as cartas foram fundamentais para reduzir as negociações. June revela que Moira é a madrinha de Hannah. |              |                                                 |                |                            |                     |
| 20 | 10           | "The Last Ceremony" "(A Última Cerimônia)" (BR) | Jeremy Podeswa | Yahlin Chang               | 20 de junho de 2018 |
| O Comandante Roy a quem Emily é designada como aia, tem um ataque cardíaco e morre durante a cerimônia. June sofre contrações enquanto faz compras, forçando-a a ir para casa e a suportar uma "cerimônia de nascimento", enquanto todo mundo aguarda o nascimento da criança. No entanto, acaba por ser um alarme falso. June pede a Fred para ele deixá-la ficar mais perto de sua filha Hannah após o nascimento eventual. Depois que Fred nega esse pedido, June sugere que a criança que ela está carregando não é dele e que ele nunca terá um filho próprio. Fred estupra June com Serena a segurando, sob o disfarce de induzir o trabalho. Eden se vê atraída por Isaac e se encontra com ele à noite. Eles se beijam, mas ela pára quando vê Nick. Ela implora o perdão de Nick, mas ele não demonstra se importar e isso a enfurece. Ela acusa Nick de gostar de June. Fred faz com que Nick leve June para uma casa remota para uma visita a Hannah, agora renomeada Agnes. Hannah é inicialmente não reconhece a mãe, mas depois abraça June e as duas têm uma breve reunião. Depois que elas são separadas, Guardiões levam Nick em cativeiro, e June é deixada para trás, se escondendo em casa. |              |                                                 |                |                            |                     |
| 21 | 11           | "Holly" "(Holly)" (BR)                          | Diana Reid     | Bruce Miller & Kira Snyder | 27 de junho de 2018 |
| Depois que Nick é tirado da casa, June encontra um Chevrolet Camaro 1975 na garagem e as chaves do carro, e é capaz de ligá-lo. Ela volta para a casa e pega o casaco de um homem. Flashbacks durante todo o episódio mostram sua primeira gravidez e o nascimento e a infância de Hannah. Fred e Serena chegam na casa onde June está, em pânico, à procura de June, e acabam discutindo, com Serena dizendo a Fred que desistiu de tudo por ele e pela causa, e só queria uma criança em troca. June encontra uma arma e se prepara para atirar neles, mas desiste. Os Waterfords não conseguem encontrar June e decidem sair, sentindo-se irritados e preocupados. Depois de ter certeza de que foram embora, June, com contrações, volta para o carro, mas não consegue tirá-lo da garagem, onde o portão está soterrado de neve. June está exausta e com dores, deita-se diante do fogo e, finalmente, entra em trabalho de parto e desmaia. Quando ela acorda, ela está coberta de sangue, mas o bebê ainda não chegou. Ela rasteja para fora e descarrega a arma para atrair a atenção de alguém, depois acaba tendo o bebê sozinha. Ela sussurra que o nome do bebê é Holly, em homenagem a mãe de June. A luz entra pelas janelas, indicando que um carro chegou na casa. |              |                                                 |                |                            |                     |
| 22 | 12           | "Postpartum" "(Pós-parto)" (BR)                 | Diana Reid     | Eric Tuchman               | 4 de julho de 2018  |
| June permanece no Centro Vermelho e é incapaz de bombear leite suficiente, e é levada até o bebê para induzir a lactação. Como a lactação de June aumenta durante a reunião, Lydia convence Fred a permitir que June volte para a casa para a saúde do bebê. Nick, que está de volta ao lar do Waterford, é apresentado como sendo a chave para o resgate de June e do bebê. Fred tenta renovar elementos de seu relacionamento com June. Emily é transferida para a casa do Comandante Lawrence como aia após ser rejeitada por quatro casais. Sua esposa instável, Eleanor, revela a Emily que Lawrence era o criador das colônias. Lawrence revela que ele sabe muito sobre o passado dela. Eden e Isaac fogem, mas são pegos. Eden e Nick admitem suas falhas e pedem perdão um ao outro. Eden e Isaac são trazidos para um trampolim acima de uma piscina por infidelidade; cada um deles está preso a correntes e uma bola de pesos. Ambos se recusam a se arrepender, e Eden começa a recitar um hino bíblico para amar. Ambos são empurrados e afogados até a morte. Arrasada pelos acontecimentos, Serena permite que June cuide do bebê sozinha. |              |                                                 |                |                            |                     |
| 23 | 13           | "The Word" "(A Palavra)" (BR)                   | Mike Barker    | Bruce Miller               | 11 de julho de 2018 |
| É revelado que o pai de Eden denunciou ela e Isaac quando eles vieram até sua casa durante a fuga deles. O pai de Eden se desculpa pelo comportamento da filha aos Waterford e pega os pertences da filha. June descobre uma Bíblia que Eden leu, apesar de ser ilegal que as mulheres leiam em Gileade. June argumenta sobre o futuro de Nichole em Gileade, afirmando que Nichole não será capaz de conhecer Deus a menos que ela seja capaz de ler sua palavra. Serena propõe que as meninas aprendam a ler a Bíblia, e Serena lê a Bíblia para mostrar seu ponto de vista. Ela é punida com um dedo removido. Emily é demitida por Lawrence, que não se submete à cerimônia. Mais tarde, Emily é visitada por Lydia que ameaça-a e quando Lydia sai, Emily a apunhala. Lawrence então planeja a fuga de Emily. Fred sugere a June que ele poderia providenciar para que ela permanecesse como sua aia, oferecendo encontros com Hannah; June rejeita a proposta. Enquanto um incêndio consome uma casa vizinha, Rita diz a June que ela e Holly têm a chance de sair. Nick impede Fred de organizar a captura de June. Serena pega June, mas permite que ela leve Nichole, com a ajuda das Marthas. June se reúne com Emily, que é deixada em um caminhão de fuga por Lawrence; June entrega o bebê para Emily, dizendo-lhe para chamá-la de Nichole. O caminhão parte com Emily e Nichole enquanto June fica para trás, planejando algo em mente. |              |                                                 |                |                            |                     |